# Ассирийцы в Грузии
В Грузии проживает 2377 ассирийцев по переписи населения 2014 года (в 1989 году — 6206 чел).

## История
Первыми ассирийцами на Грузинской земле принято считать святого Иоанна Зедазнийского и 12 его учеников, пришедших из Сирии в VI веке. Они стали основоположниками грузинского монашества и сыграли выдающуюся роль в грузинской культуре и духовности.
Во второй половине XVIII века при царе Ираклии II при поддержке Российской империи, фактически сделавшей Грузинское царство протекторатом, спасаясь от притеснений, из Османской империи в Грузию переселилось большое количество христиан, среди которых были и ассирийцы.
Новая волна переселения из Персии и Турции в виде трудовой миграции началась после присоединения Грузии к Российской Империи по Туркманчайскому мирному договору 1828 года.
Наконец, крупнейший исход турецких ассирийцев в Закавказье приходится на 1915—1917 годы, когда большинство ассирийцев, проживающих на Востоке Османской империи, были вынуждены бежать от преследований. Сегодня большинство ассирийцев Грузии являются потомками тех самых переселенцев.

## Расселение
Грузинские ассирийцы проживают в основном в городах — Тбилиси, Гардабани, Рустави, Кутаиси, Батуми, Зугдиди. В быту говорят на современном ассирийском, грузинском и русском языках. Часть ассирийцев проживающих в городе Гардабани сохраняет севернобохтанский диалект новоарамейского языка.
Единственным ассирийским селом страны является Дзвели-Канда (груз. ძველი ქანდა) в Мцхетском муниципалитете, в 25 км от Тбилиси. Из 1106 жителей села, ассирийцы составляют около 60 % населения, являющихся потомками переселившихся из Персии.

## Религия
Большинство ассирийцев Грузии — прихожане Грузинской православной церкви, остальные ассирийцы являются прихожанами Халдейской католической церкви.
В 2009 году в Тбилиси был открыт Ассиро-Халдейский Католический храм святого Мар Шиммуна Бар Саббаэ, первого мученика —патриарха Церкви Востока, и известного в России как Симеон Персидский.Настоятелем храма является хорепископ Беньямин Бит—Ядгар. При храме действует приходская воскресная школа и культурно религиозный центр, который посещают ассирийцы всех конфессий.
В июле 2010 года по благословению Католикоса-Патриарха всея Грузии Илии II в селе был открыт монастырь Грузинской православной церкви в честь Тринадцати Сирийских отцов (в средние века ассирийцы были также известны как сирийцы, носители сирийского языка). Богослужения совершаются схиархимандритом Серафимом Бит-Хариби на грузинском и ассирийском языке.